# Kuki no Soko
Kuki no Soko (空気の底) is een seinen manga van Osamu Tezuka bestaande uit 16 kortverhalen. De strip werd oorspronkelijk uitgegeven in Akita Shoten's Play Comic tijdschrift van 25 september 1968 tot en met 11 april 1970. In 1971-1972 werd hij in twee tankōbon uitgegeven door Asahi Sonorama.
De manga werd naar het Frans vertaald door Éditions H in 2011. Deze vertaling won de Patrimoniumprijs op het Internationaal stripfestival van Angoulême in 2012. Dolmen Editorial verzorgde de Spaanse versie.

## Kortverhalen
Shokei Ha 3 Ji Ni Owatta (処刑は３時におわった)juni 1968.
Joo O Tazune Ta Otoko (ジョーを訪ねた男)september 1968.
Yoru no Ko (夜の声)oktober 1968.
Yarou to Dangai '野郎と断崖)november 1968.
Gurandomesa no Kettou (グランドメサの決闘)maart 1969.
Uroko ga Saki (うろこが崎)juni 1969.
Kurai Mado no Onn (暗い窓の女)juli 1969.
Soko ni Ana ga Atta (そこに穴があった)augustus 1969.
Waga Tani ha Michi Nari ki (わが谷は未知なりき)september 1969.
Neko no Chi (猫の血)oktober 1969.
Denwa (電話)november 1969.
Kamereon (カメレオ)december 1969.
Seijo Kainin (聖女懐妊)januari 1970.
Katasutorofu In Za Daaku (カタストロフ イン ザ ダーク)februari 1970.
Robanna Yo (ロバンナよ)maart 1970.
Futari ha Kuuki no Soko ni (ふたりは空気の底に)april 1970.